# Ezlopitant
Ezlopitant (DCI, nombre en clave CJ-11,974) es un antagonista del receptor NK 1. Tiene efectos antieméticos y antinociceptivos. Pfizer estaba desarrollando ezlopitant para el tratamiento del síndrome del intestino irritable, pero parece haber sido descontinuado.